# Полет 771 на „Африкия Еъруейс“
Полет 771 на „Африкия Еъруейс“ e редовен международен пътнически полет от международното летище „О. Р. Тамбо“, Йоханесбург, Южна Африка, до международното летище „Триполи“, Триполи, Либия, управляван от „Африкия Еъруейс“. На 12 май 2010 г. самолетът „Еърбъс А330-202“, който изпълнява полета, се разбива в терена на около 1200 м, преди да кацне на пистата в Триполи. От всички 93 пътници и 11 членове на екипажа на борда на машината оцелява 9-годишно нидерландско момче.
Инцидентът е най-смъртоносната авиационна катастрофа в Либия след сблъсъка във въздуха при полет 1103 на „Либиян Араб Еърлайнс“ през 1992 г. Това е третата пълна загуба на „Еърбъс А330“ с фатални последици, която се случва 11 месеца след катастрофата при полет 447 на „Ер Франс“ и първата за „Африкия Еъруейс“.
Разследването, ръководено от Либийската администрация за гражданска авиация, заключава, че катастрофата е причинена от пилотска грешка. След серия недоразумения между пилотите самолетът не стабилизира подхода си, което кара вече уморения екипаж да прекрати кацането и да направи втори заход за кацане. При започване на повторното заобикаляне с нов подход към пистата екипажът претърпява соматогравитационна илюзия и насочва самолета надолу при много ниска височина, което довежда до разбиването на машината в терена.